# Наваррське королівство
Наваррське королівство (баск. Nafarroako Erresuma; ісп. Reino de Navarra; фр. Royaume de Navarre; лат. Regnum Navarrae) — монархічна держава в Західній Європі, що існувала на півночі Піренейського півострова у 824—1620 роках. Розташовувалася на етнічних землях басків, по обидва боки західних Піренеїв. Займала терени сучасної іспанської області Наварра та частини французької області Атлантичні Піренеї. Виникла у IX столітті на базі Памплонського князівства з центром у Памплоні. Разом із Іспанською маркою, було буферною зоною між франкською імперією Карла Великого та Омеядським халіфатом, що підкорив Іспанію. Першим правителем вважається памплонський князь Ініго I, васал халіфату. Стала незалежною в Х столітті, але прийняла протекцію ісламської Кордови в XI столітті. Через феодальну роздробленість та зміну династій, деякий час контролювалася королями Арагону (1054—1134) і Франції (1285—1328). Внаслідок династичної сварки південна частина королівства була окупована Кастилією (1512) й увійшла до складу об'єднаного Іспанського королівства (1524). Північна частина королівства уклала династичну унію з Францією (1589) і наварський король Генріх III зійшов на французький трон як Генріх IV, а його нащадок Людовик XIII інкорпорував рештки Наваррської держави до Французького королівства (1620).

## Назва
- Королівство Наварри, або Наваррське королівство (лат. Regnum Navarrae, баск. Nafarroako Erresuma, ісп. Reino de Navarra, фр. Royaume de Navarre) — за назвою країни.
- Памплонське королівство (лат. Pampilonensium regnum, баск. Iruñeko Erresuma) — за назвою столиці.

## Історія

### Передісторія

Народи західних Піренеїв у античності.

Наваррське королівство виникло в південній частині західних Піренеїв, на рівнині навколо міста Памплона. За словами римських географів, таких як Пліній Старший і Тіт Лівій, в античності ці землі населяли васкони та інші споріднені васконо-аквітанські племена — доіндоєвропейська група народів. Вони займали південні схили західних Піренеїв і частину узбережжя Біскайської затоки. Ці племена розмовляли протобаскською мовою, а також деякими іншими спорідненими мовами, такими як аквітанська. 74 року до н.е. цей край захопили римляни. На відміну від аквітанців та інших, васкони домовилися з ними про свій статус. Регіон спочатку входив до римської провінції Близька Іспанія, а потім — провінції Тарраконська Іспанія, й перебував під адміністративним контролем Цезар-Августи (сучасної Сарагоси).
Рим вплинув на урбанізацію, мову, інфраструктуру, торгівлю та промисловість регіону. Під час Серторіанської війни Помпей керував заснуванням міста Помпаело (сучасна Памплона), заснованим на давнішньому поселенні Васконіка. Романізація васконів призвела до того, що вони врешті-решт прийнялу латину, які розвинулася в наварро-арагонську мову. Баскська мова залишалася широко поширеною, особливо в сільській та гірській місцевостях.
Після занепаду Західної Римської імперії васкони не поспішали приєднуватися до Вестготського королівства: його поглинули міжусобиці, що дало можливість Омеядам завоювати Іспанію. 718 року вожді басків Памплони прийняли верховенство мусульман, які дозволили широку автономію краю в обмін на військові повинності й данину Кордові. Кілька десятиліть в баскській столиці розташовувався мусульманський гарнізон, про що свідчить місцеве мусульманське кладовище. Проте матеріальна культура Памплони цього часу перебувала під впливом Франкського королівства Меровінгів і гасконців Аквітанії.

### Васконське (Гасконське) герцогство

Памплона у складі Франкської держави (814).

Походження та заснування Наваррського королівства нерозривно пов’язане з франкською експансією Меровінгів та їхніх наступників, Каролінгів. Близько 601 року франки заснували Васконське (Гасконське) герцогство, з центром у Новемпопуланії, яке простягалося від південного узбережжя річки Гаронна до північних схилів Піренеїв. Першим задокументованим васконським герцогом був Женіал, який займав цю посаду до 627 року.
У VIII ст. Васконське герцогство стало фронтиром Франкії з мусульманською Андалусією. Вони мало різні рівні самоврядності, які визначали франкські королі. У часи Каролінгів автономія Васконії й сусідньої Аквітанії були урізані, що призвело до повстання під проводом васконського герцога Лупа II. Франкський король Піпін Короткий розпочав каральну (760–768), придушив повстання і поділив герцогства на кілька графств, керованих з Тулузи. Поруч франки створили Іспанську і Готську марки, як заслони Каролінзької імперії від Кордовського емірату.

## Карти

Піренеї в 1004—1035 Памплонське королівство (Наварра)    Арагонське графство    графство Рібагорса    Кастильське графство    Гасконське герцогство    Леонське королівство    мусульманська Андалусія
Піренеї в 1151   Наваррське королівство    Арагонське королівство    Арагонська експансія    Кастильське королівство    Кастильська експансія    Каталанські графства    Франкське королівство
Наварра в 1463–1530   Верхня Наварра    Нижня Наварра    володіння Фуаського дому    володіння Альбреського дому    Французьке королівство    королівство Арагон (Іспанія)    королівство Кастилія (Іспанія)

910
1076-1134
1150-1194
1179
1451-1461

## Хронологія
- 601 — 824: Наварра як частина Васконського герцогства
  - 601 — 781: Памплона як складова Васконського герцогства Франського королівства.
  - 714 — 755: Памплона під мусульманським пануванням (Омеядський халіфат, Кордовський емірат).
  - 781 — 798: Памплона як складова Васконського герцогства Франського королівства.
- 824 — 1035: Памплонське / Наваррське королівство.
  - 824: створення Памплонського королівства внаслідок повстання і відокремлення від Васконського герцогства Франкії.
  - 922: Памплона приєднала франкське Арагонського графство.
  - 18 жовтня 1035: Памплонське королівство поділене на королівства Наварра, Арагон і Кастилія.

- 1067 — 1076: війна трьох Санчо. Союз Наварри і Арагону програв Кастилії.
- 1076 — 1134: Наварра тимчасово увійшла до Арагонського королівства (Санчо V, Педро I, Альфонсо I).

- 1199: Кастилія анексувала наваррські області Арабу (Алаву) і Біскаю (Віскаю).
- 2 лютого 1231: Наваррську корону успадковує Арагон.

- 1234/1259 — 1284: Наварро-Шампаньська унія.
  - 8 травня 1234: Наваррську корону успадковує Шампанське графство Франції.
  - 1276–1277: І Наваррська міжусобна війна (війна за Наваррську спадщину)

- 1285 — 1328: Наварро-Французька унія.
  - 6 квітня 1305: Наваррську корону успадковує Франція.

- 1328 — 1425: Наварро-Евреська унія
  - 1 квітня 1328: Наваррську корону успадковує Евреське графство Франції.

- 1425 — 1479: Наварро-Арагонська унія
  - 27 червня 1458: Наварра вступає в династичну унію з Арагоном.
  - 1451 — 1455: II Наваррська міжусобна війна
  - 19 січня 1479: кінець наваррсько-арагонської унії.

- 1425 — 1479: Наварро-Фуаська унія. Наваррську корону успадковує Фуаське графство.
- 1425 — 1479: Наварро-Фуа-Альбреська унія. Наваррську корону успадковує графство Альбре.

- 1512 — 1529: Іспанське завоювання Верхньої Наварри (складова Війни Камбрейської ліги)
  - 25 липня 1512: війська Кастилії-Арагону (Іспанія) за наказом арагонського короля Фернандо II окуповують Верхню Наварру (землі південніше Піренеїв), залишаючи наваррські інституції та автономію.
  - 23 березня 1513: наваррці складають присягу Кортесам, але представництва не отримують.
  - травень 1521: визвольна наваррсько-беарнська армія за підтримки Франції та Альбреського дому захоплює Верхню (Іспанську) Наварру.
  - 30 червня 1521: наваррсько-беарнська армія і Франція полишає Верхню Наварру.
  - 5 серпня 1529: Камбрейський мир. Фактичиний поділ Наварри по Піренеях між Іспанією (Верхня Наварра) і Францією (Нижня Наварра); у Нижній Наваррі продовжувало існувати формально незалежне королівство, яким керували представники Альбреського дому.

- 1589 — 1620: Французьке поглинання Нижньої Наварри.
  - 2 серпня 1589: Французько-Наваррська унія. Франція в особі її короля Генріха IV успадковує Нижню Наварру.
  - липень 1607: французький едикт про об'єднання Беарну і Нижньої Наварри.
  - 20 жовтня 1620: Беарн і Нижня Наварра входять до складу королівського домену Франції.

- 7 листопада 1659: Піренейський договір. Іспанія і Франція офіційно визнали наявний поділ Наварри від 1529 року.

- 1808 — 1813: Піренейська війна в Наваррі.
  - 16 лютого 1808: армія Наполеонівської Франції окуповує Іспанську Наварру.
  - 6 липня 1808: Наполеонівська конститутція Іспанії проголошує автономію Наварри.
  - 8 лютого 1810: наваррський уряд перепорядковується напряму Наполеону, залишаючись номінально частиною Іспанії; автономія скасована.
  - 19 березня 1812: нова анти-наполеонівська конституція позбувається усіх згадок про Наваррське королівсто.
  - 11 грудня 1813: іспанські війська звільняють Наварру; наваррські представники вперше преставлені на іспанських генеральних кортесах.
- 1814 — 1876: боротьба за автономію Наварри
  - 4 травня 1814: відновлення автономії Наварри в Іспанії.
  - травень 1820: скасування автономії Наварри в Іспанії.
  - 11 грудня 1823: наваррські повстанці оголосили уряд (хунту) в Остагі (Ochagavía / Otsagi).
  - 21 січня 1822: Наваррське королівство проголошено ліквідованим.
  - 16 квітня 1823: відновлення автономії Наварри в Іспанії.
  - 15 листопада 1833: наваррські повстанці-карлісти встановлють свій уряд в Лізарі (Navarra at Estella (Lizarra)
  - 25 жовтня 1839: Іспанія дозволяє обмежену автономію в Наваррі.
  - 16 серпня 1841: Наваррське королівство (Верхня Наварра) остаточно інкорпорується до Іспанського королівства: скасовуються наваррські кортеси, уряд, посада віце-короля; залишається обмежена фіскальна автономія.
  - 1872: наваррські повстанці-карлісти встановлють свій уряд в Лізарі (Navarra at Urdax (Urdazubi)
  - 1875: наваррські повстанці-карлісти зазнають поразки.
  - 21 липня 1876: усі наваррські автономії в Іспанії остаточно скасовані.

## Державний устрій

### Королі
Інігівський дім
- 824 — 851: Ініго
- 852 — 870: Гарсія I
- 870 — 905 Фортун

Хіменський дім
- 905 — 925: Санчо I
- 925 — 931: Хімено
- 925 — 931: Гарсія I
- 970 — 994: Санчо II
- 994 — 1000: Гарсія II
- 1004 — 1035: Санчо III
- 1035 — 1054: Гарсія III
- 1054 — 1076: Санчо IV
- 1076 — 1094: Санчо V; король Арагону.
- 1094 — 1104: Педро I; король Арагону.
- 1104 — 1134: Альфонсо I; король Арагону.
- 1134 — 1150: Гарсія IV
- 1150 — 1194: Санчо VI
- 1194 — 1234: Санчо VII

### Мови
- Офіційна писемна мова: латина,
- Інші писемні: андалузька арабська, середньовічний іврит
- Офіційна мова урядування: навваро-арагонська
- Розмовні: баскська, навваро-арагонська, кастильська (Верхня Наварра), французька (Нижня Наварра), окситанська (Нижня Наварра).

### Релігія
- Офіційна, панівна: Католицька церква
- Меншини: 
  - до 1515 року: юдаїзм (сефарди) та сунітський іслам
- Офіційна в 1560–1594 роках: кальвінізм.

### Адміністративний поділ
Королівство поділялося на повіти «меринії», які очолювали королівські намісники «мерини».

XIII ст. — 1407
1407 — 1463
1463 — 1530

- Памплонська меринія (merindad de Pamplona); центр — місто Памплона
- Сангуеська меринія (merindad de Sangüesa); центр — місто Сангуеса
- Тудельська меринія (merindad de Sangüesa); центр — місто Тудела
- Олітська меринія (merindad de Olite); центр — місто Оліте
- Естельська меринія (merindad de Estella); центр — місто Естелья

### Монографії. Статті
- Collins, Roger. The Basques (2nd ed.). Oxford, UK: Basil Blackwell, 1990.
- Jimeno Jurío, José María. ¿Dónde fue la Batalla de "Roncesvalles"?. Pamplona: Pamiela, 2004.
- Larrea, Juan José; Lorenzo, Jesús. Barbarians of Dâr al-Islâm: the Upper March of al-Andalus and the Western Pyrenees in the Eighth and Ninth Centuries  // La Transgiordania Nei Secoli XII-XIII e le "frontiere" del Mediterraneo Medievale. Oxford: Archaeopress, 2012, pp. 277–288.
- Sorauren, Mikel. Historia de Navarra, el estado vasco. Pamiela, 1999.